# Escuelas de Artes Plásticas y Diseño
Escuelas de Artes Plásticas y Diseño es la denominación genérica con la que se conoce en España a las antiguas Escuelas de Artes Aplicadas y Oficios Artísticos a partir de la promulgación de la Ley Orgánica General del Sistema Educativo en 1990.
La ley de 1990 estableció que, a partir de ese momento, las antiguas Escuelas de Artes Aplicadas y Oficios Artísticos pudieran ser Escuelas de Arte, que impartieran enseñanzas artísticas profesionales, y Escuelas Superiores de Artes Plásticas, Cerámica, Restauración y Conservación, y Diseño. Estas últimas estuvieron capacitadas para impartir enseñanzas conducentes a la obtención del título de Diplomado. 
Años más tarde, con la promulgación de la Ley Orgánica de Educación, estos centros fueron incorporados al Espacio Europeo de Educación Superior y comenzaron a participar en el programa Erasmus. A partir de ese momento, las Escuelas Superiores empezaron a impartir enseñanzas conducentes a la obtención del título de Grado. De forma transitoria algunas comunidades autónomas redefinieron sus Escuelas de Arte como Escuelas de Arte y Superiores de Diseño a fin de que pudieran impartir a un mismo tiempo enseñanzas profesionales y enseñanzas superiores.
En 1997, tras la aprobación de los primeros ciclos formativos de Artes Plásticas y Diseño LOGSE, las escuelas se agruparon en la Confederación de Escuelas de Artes Plásticas y Diseño con el objetivo de impulsar la implantación de los Estudios Superiores de Diseño. Estas enseñanzas superiores se comenzarían a impartir en las primeros años del siglo XXI mediante la aplicación tardía de un Real Decreto aprobado en 1999.